# Hernesaari (ö i Södra Savolax)
Hernesaari är en ö i Finland. Den ligger i sjön Puula och i kommunen Kangasniemi i den ekonomiska regionen  S:t Michel och landskapet Södra Savolax, i den södra delen av landet, 210 km norr om huvudstaden Helsingfors. Öns area är 15,1 hektar och dess största längd är 0,9 kilometer i sydöst-nordvästlig riktning.